# Bataille de Thouars (1815)
Pour les articles homonymes, voir Bataille de Thouars.
Guerre de Vendée de 1815
Batailles
Batailles des Cents-Jours
Campagne du duc d'Angoulême
- Ajaccio
- Bonifacio
- Montélimar
- Loriol

Campagne de Belgique
- Ligny
- Quatre-Bras
- Waterloo
- Wavre

Campagne de France de 1815
- Maubeuge
- Huningue
- La Souffel
- Vélizy
- Rocquencourt
- Sèvres
- Issy

Guerre napolitaine
- Panaro
- Ferrare
- Occhiobello
- Carpi
- Casaglia
- Ronco
- Cesenatico
- Pesaro
- Scapezzano
- Tolentino
- Ancône
- Castel di Sangro
- San Germano
- Gaète

Guerre de Vendée et Chouannerie de 1815
- Les Échaubrognes
- L'Aiguillon
- Aizenay
- Sainte-Anne-d'Auray
- Cossé
- Saint-Gilles-sur-Vie
- Redon
- Les Mathes
- Muzillac
- Rocheservière
- Thouars
- Auray
- Châteauneuf-du-Faou
- Guérande
- Fort-la-Latte

Cette bataille de Thouars se déroula le 20 juin 1815 lors de la guerre de Vendée de 1815 ; elle fut remportée par l'armée du Premier Empire.

## La bataille
Le soir du 19 juin 1815, 3 000 soldats vendéens commandés par Auguste de La Rochejaquelein, Duperrat et Canuel se présentèrent devant Thouars. Plus tôt dans la journée, une avant-garde commandée par Dumas de Champvalier était entrée imprudemment dans la ville, voyant ses portes ouvertes. Environné par des soldats impériaux, Champvalier sauva sa vie et celle de ses hommes en se faisant passer pour un parlementaire, néanmoins cette équipée alerta les Impériaux jusqu'à Saumur, Bressuire et Parthenay.
Le lendemain à l'aube, 20 juin, bien qu'étant en mesure de se défendre, les Thouarsais préférèrent envoyer des parlementaires, ceux-ci furent impressionnés par le nombre de leurs adversaires, aussi les Thouarsais préférèrent capituler, et les Vendéens firent leur entrée dans la ville. Ce succès ne dura pas, quelques heures plus tard, à 10 heures du matin, le général Delaage en provenance de Parthenay et à la tête de 500 hommes à pied et d'un escadron du 2e régiment de hussards entrèrent dans la ville de Thouars. 200 gardes nationaux entrèrent par le pont de Vrines, le reste par le pont-neuf. Les Vendéens qui n'avaient pas placé de poste avancé furent totalement pris par surprise et s'enfuirent par le pont de Vrines où ils culbutèrent les gardes nationaux qui reculèrent sans opposer de grande résistance. Les Vendéens regagnèrent Châtillon-sur-Sèvre où ils apprirent la déroute de Rocheservière : peu de temps après, ils ouvrirent des négociations avec les autorités impériales.